# Bồn tắm nước nóng

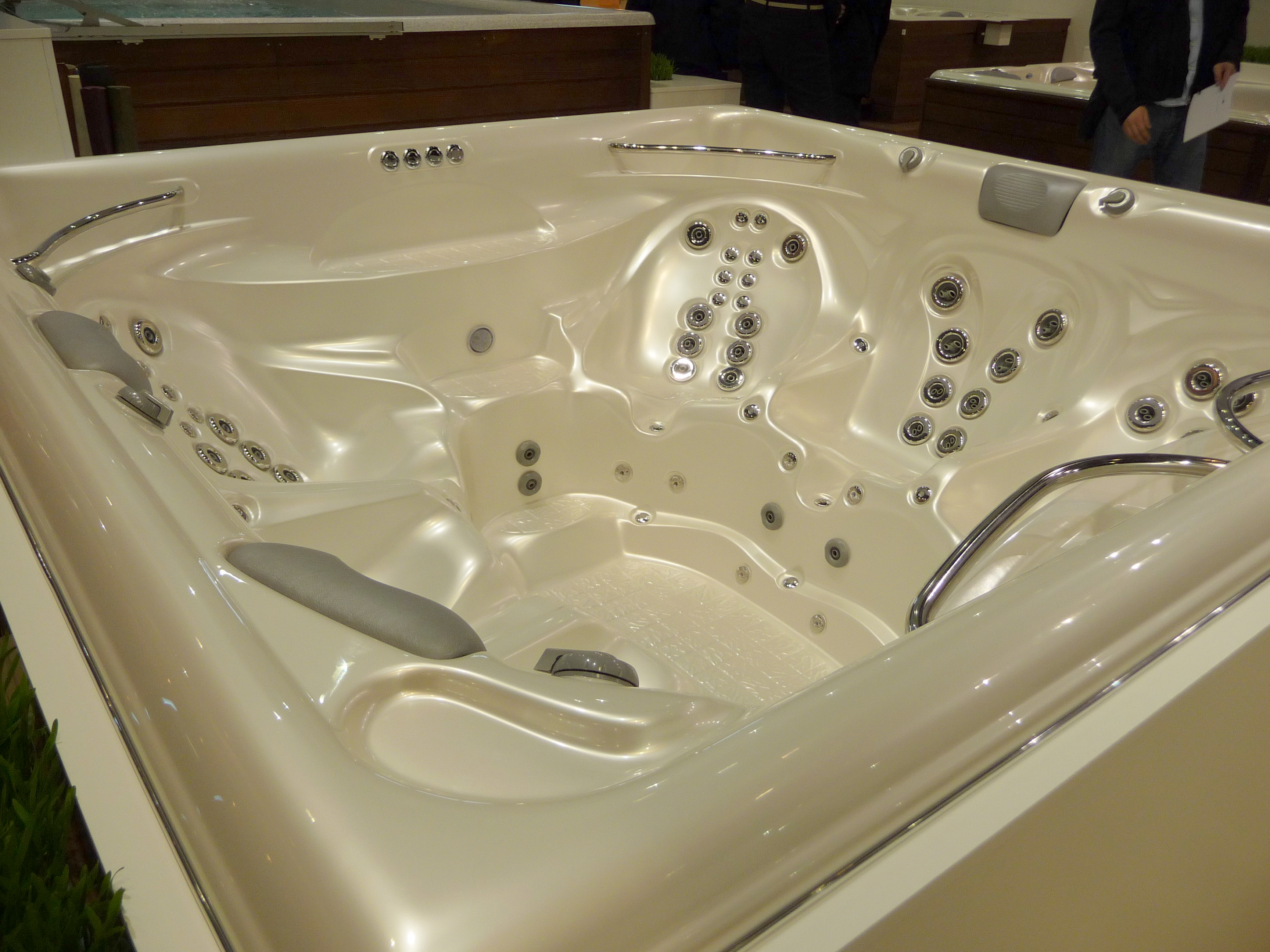
Bồn tắm nước nóng 5 chỗ có lỗ xịt nước massage

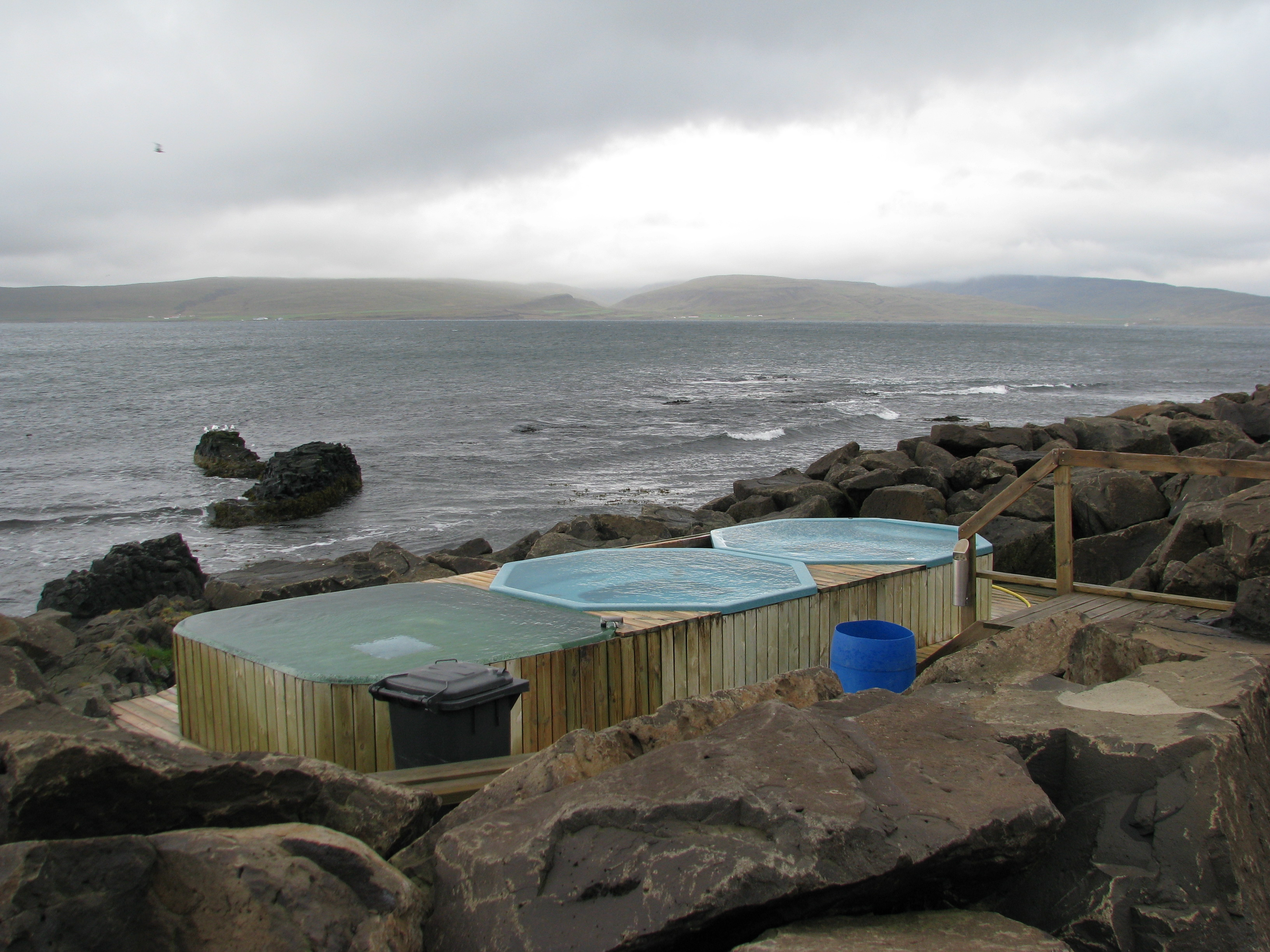
Bồn tắm nước nóng ngoài trời

Bồn tắm nước nóng (tiếng Anh: hot tub) là một bồn tắm lớn hoặc hồ bơi nhỏ đầy nước nóng sử dụng cho thủy liệu pháp, thư giãn hay giải trí. Một số bồn có lỗ xịt nước mạnh mẽ cho mục đích massage. Bồn tắm nước nóng đôi khi còn được gọi là spa hoặc tên danh hiệu thương mại jacuzzi.
Ngược lại với một bồn tắm thông thường, bồn tắm nước nóng được thiết kế để được sử dụng bởi hơn một người cùng lúc, với nhiều mô hình có sức chứa bốn người. Bồn tắm nước nóng thường được đặt ngoài trời, mặc dù chúng cũng có thể được cài đặt trong nhà. Nước trong bồn tắm nước nóng thường là không thay đổi với mỗi lần sử dụng, nhưng được giữ vệ sinh sử dụng phương pháp tương tự để giữ vệ sinh hồ bơi. Một sự khác biệt giữa bồn tắm và bồn tắm nước nóng là xà phòng và thuốc gội đầu không được sử dụng trong bồn tắm nước nóng.

## Nguy cơ mắc bệnh
Một số bồn tắm nước nóng với vệ sinh kém có thể gây ra mộ số bệnh, nguyên do chính là sinh vật kỵ khí dễ sinh sản. Những bệnh như vậy bao gồm viêm nang lông trong bồn tắm nước nóng và bệnh Lê dương.

## Hình ảnh

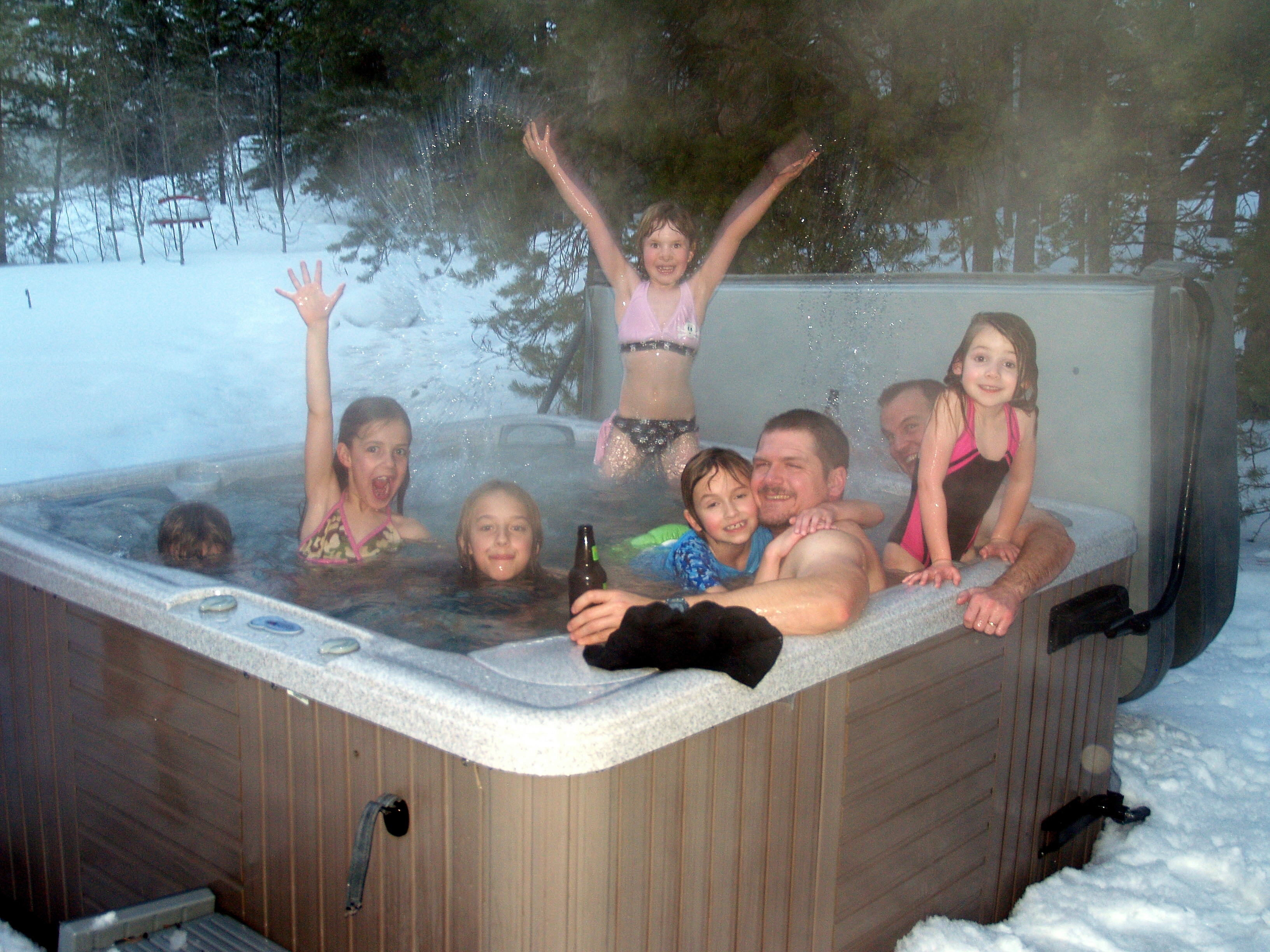
Tận hưởng bồn tắm nước nóng vào mùa đông ở Keystone, Colorado
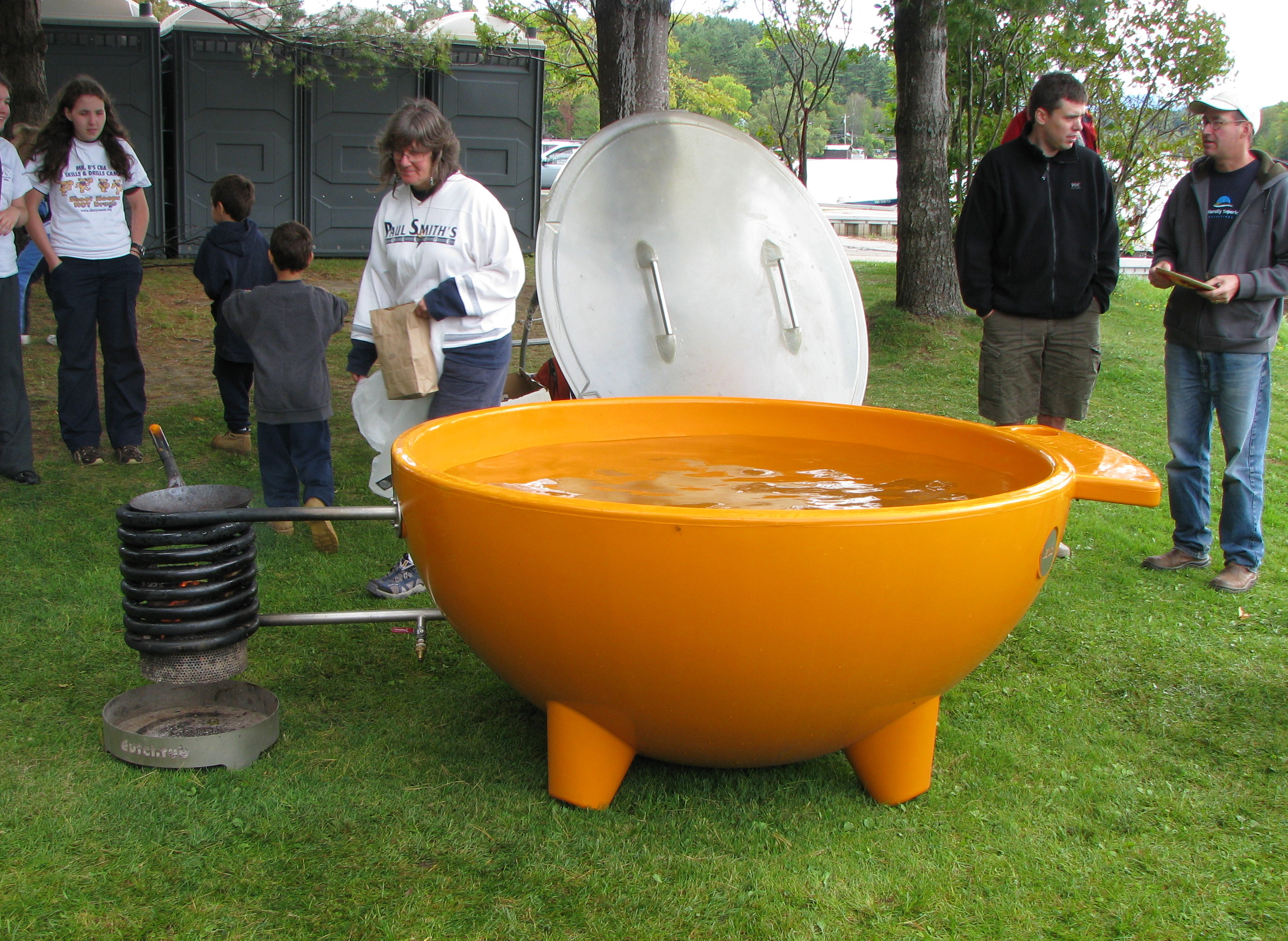
Bồn tắm nước nóng được đốt bằng củi tại Adirondack Canoe Classic, Saranac Lake, NY
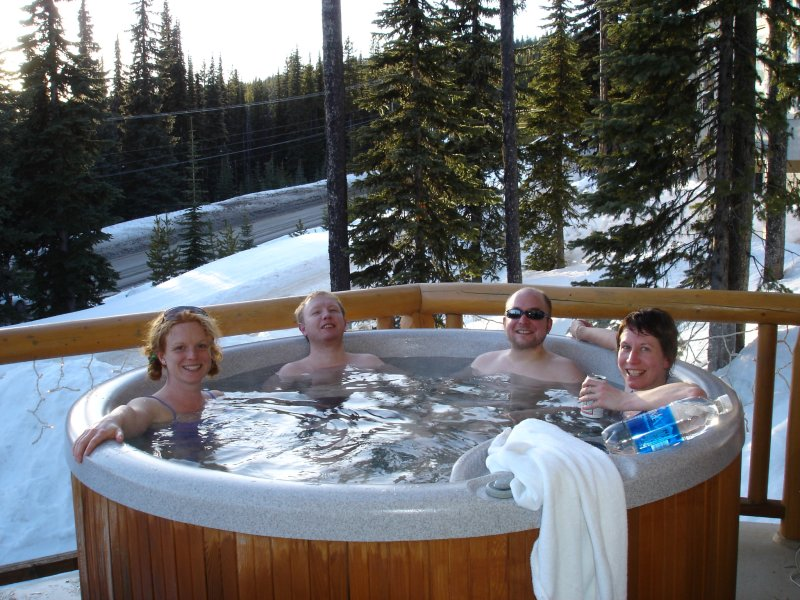
Một bồn tắm nước nóng ở Big White Ski Resort, Canada